# آبیاتگراسو (متروی میلان)
آبیاتگراسو (انگلیسی: Abbiategrasso) ایستگاهی در خط ۲ متروی میلان است. این ایستگاه یکی از دو پایانه جنوبی این خط است. این ایستگاه در ۱۷ مارس ۲۰۰۵ افتتاح شد.